# Pezoporus
A földipapagáj (Pezoporus) a madarak osztályának papagájalakúak (Psittaciformes) rendjébe és a szakállaspapagáj-félék (Psittaculidae) családjába tartozó nem.
Korábban az ide tartozó három fajt különálló alcsaládba különítették el földipapagáj-formák (Pezoporinae) néven.

## Rendszerezés
- Pezoporus – 3 faj
  - Éjjeli földipapagáj (Pezoporus occidentalis, korábban Geopsittacus occidentalis)
  - Keleti földipapagáj (Pezoporus wallicus)
  - Nyugati földipapagáj (Pezoporus flaviventris vagy Pezoporus wallicus flaviventris) - a keleti földipapagájról leválasztott faj